# 비전고등학교
비전고등학교(碑前高等學校)는 대한민국 경기도 평택시 비전동에 있는 공립 고등학교이다.

## 학교 연혁
- 2012년 9월 25일 : 비전고등학교 설립 인가
- 2013년 3월 4일 : 초대 이용주 교장 취임식 및 제1회 입학식
- 2015년 3월 2일 : 제2대 심태진 교장 취임식
- 2016년 2월 4일 : 제1회 졸업식(408명)
- 2023년 12월 27일 : 제9회 졸업식(294명)
- 2024년 3월 4일 : 제12회 입학식(신입생 350명 10학급)

## 참고 자료
- 비전고등학교 - 한국교육학술정보원 학교알리미